# Сейсмический амортизатор

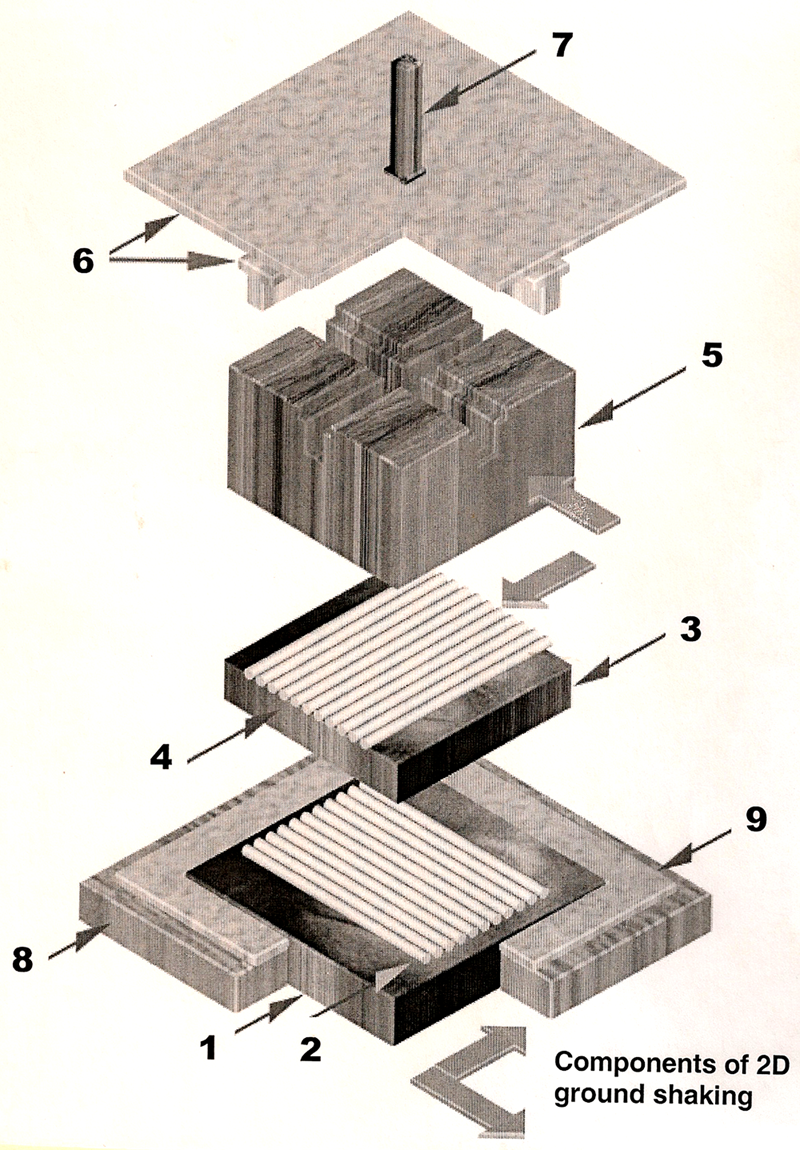
Сейсмический амортизатор: вид по частям

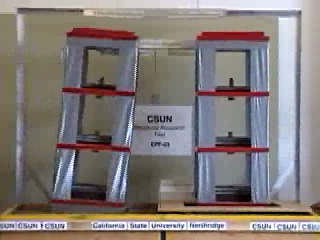
Испытание сейсмического амортизатора в CSUN

Сейсмический амортизатор — разновидность сейсмической изоляции для защиты зданий и сооружений от потенциально разрушительных землетрясений.
Сейсмические амортизаторы «Metallic Roller Bearings» были установлены в жилом 17-этажном комплексе в Токио, Япония.